# شاخة مبادري (حسيني)
شاخة مبادري (بالفارسية: شاخه مبادری) هي منطقة سكنية تقع في إيران في قسم حسيني الريفي. يقدر عدد سكانها بـ 153 نسمة بحسب إحصاء 2016.